# هیدکی شیریکاوا

هیدکی شیریکاوا (به ژاپنی: 白川 英樹) (زاده ۲۰ اوت ۱۹۳۶) شیمی‌دان ژاپنی است که در سال ۲۰۰۰ «برای کشف و توسعهٔ پلیمررسانا» موفق به دریافت جایزه نوبل شیمی شد.